# プロトファスマ
プロトファスマ（Protophasma）は、古生代石炭紀に生息した肉食性昆虫。直翅類と網翅類の中間的な形態を持つ。
体長13.8cm。メガネウラと現生のトンボ程差はないが、現生のゴキブリと比べるとやや大きい。石炭紀に巨大な昆虫や節足動物が多かった原因として、シダ植物群の大繁殖により当時の大気中の酸素濃度が約35%と高かったためとする説や、これらを捕食する活発な脊椎動物の捕食者が少なかったからとする説などが唱えられている。